# Єролім (острів)
Єро́лім (хорв. Jerolim) — хорватський острів в Адріатичному морі, один із Паклінських островів на південний захід від Хвара.
Єролим має площу 0,207 квадратного кілометра (0,080 миля2), і його берегова лінія становить 2,37 кілометра (1,47 миля) довжини.
Острів Єролім знаходиться в 5 хвилинах їзди на човновому таксі від міста Хвар. З 1950-х років це натуристський острів з чистим морем, соснами та ресторанами.